# Nathan Delfouneso
Nathan Abayomi Delfouneso (Tyseley, 2 febbraio 1991) è un calciatore inglese, di origini nigeriane, attaccante svincolato.

## Carriera

### Club
Delfouneso è un altro membro della rinomata Academy dell'Aston Villa, ed è arrivato nella squadra riserve nel 2007. Ha effettuato il suo debutto nella squadra riserve durante il mese di marzo, giusto un mese dopo aver compiuto sedici anni. Ad ottobre, ha segnato la sua prima rete, nel pareggio per uno a uno contro il Reading. A febbraio 2008, ha firmato il primo contratto da professionista con i Villans e pochi giorni dopo gli è stata assegnata la maglia numero 14. Ha anche partecipato alla trasferta in casa del Fulham, ma alla fine si è accomodato in tribuna. Alla fine della stagione, ha totalizzato quarantuno apparizioni con la squadra Academy, per cui ha segnato ventidue reti.
Ha debuttato nel secondo turno della Coppa UEFA 2008-2009, nel match contro l'Hafnarfjarðar del 14 agosto 2008. Ha poi giocato dal primo minuto contro lo Žilina, riuscendo ad andare in rete. Ha segnato nuovamente nella seconda presenza da titolare del 17 dicembre 2008, contro l'Amburgo, sempre in Coppa UEFA.
In Inghilterra, è stato impiegato per la prima volta il 4 gennaio 2009, quando ha giocato dall'inizio nella sfida di FA Cup 2008-2009 contro il Gillingham, dove l'Aston Villa si è imposto per due a uno. È poi andato in rete un mese dopo, nel replay della sfida contro i Doncaster Rovers, sempre in FA Cup, contribuendo al successo dei Villans per tre a uno. Le sue prestazioni gli hanno fruttato i complimenti del tecnico Martin O'Neill. Ha debuttato in Premier League il 15 marzo 2009, entrando in campo in sostituzione di Gabriel Agbonlahor contro il Tottenham Hotspur, quando gli Spurs si sono imposti per due a uno.

### Nazionale
Sulla scena internazionale, Delfouneso ha giocato prima per l'Inghilterra under 16, collezionando otto presenze e tre reti, tutti realizzati al Victory Shield 2006. Nell'ottobre 2007, è arrivato il debutto per l'Inghilterra under 17, dove ha siglato una tripletta ai danni di Malta under 17, nella vittoria dei britannici per sei a zero. Nell'agosto 2008, su cinque apparizioni, è andato in rete sei volte. Sempre nel corso del 2008, ha debuttato per l'Inghilterra under 19.

## Statistiche

### Presenze e reti nei club
Statistiche aggiornate al 28 febbraio 2017.
| Stagione           | Squadra            | Campionato         | Campionato | Campionato | Coppe nazionali | Coppe nazionali | Coppe nazionali | Coppe continentali | Coppe continentali | Coppe continentali | Altre coppe | Altre coppe | Altre coppe | Totale | Totale |
| Stagione           | Squadra            | Comp               | Pres       | Reti       | Comp            | Pres            | Reti            | Comp               | Pres               | Reti               | Comp        | Pres        | Reti        | Pres   | Reti   |
| ------------------ | ------------------ | ------------------ | ---------- | ---------- | --------------- | --------------- | --------------- | ------------------ | ------------------ | ------------------ | ----------- | ----------- | ----------- | ------ | ------ |
| 2008-2009          | Aston Villa        | PL                 | 4          | 0          | FACup+CdL       | 3+0             | 1               | Int+CU             | 0+6                | 2                  | -           | -           | -           | 13     | 3      |
| 2009-2010          | Aston Villa        | PL                 | 9          | 1          | FACup+CdL       | 3+1             | 2+0             | UEL                | 0                  | 0                  | -           | -           | -           | 13     | 3      |
| 2010-gen. 2011     | Aston Villa        | PL                 | 11         | 1          | FACup+CdL       | 2+2             | 1+0             | UEL                | 2                  | 0                  | -           | -           | -           | 17     | 2      |
| gen.-giu. 2011     | Burnley            | FLC                | 11         | 1          | FACup+CdL       | -               | -               | -                  | -                  | -                  | -           | -           | -           | 11     | 1      |
| 2011-gen. 2012     | Aston Villa        | PL                 | 6          | 0          | FACup+CdL       | 0+2             | 1               | -                  | -                  | -                  | -           | -           | -           | 8      | 1      |
| gen.-giu. 2012     | Leicester City     | FLC                | 4          | 0          | FACup+CdL       | 1+0             | 0               | -                  | -                  | -                  | -           | -           | -           | 5      | 0      |
| ago. 2012          | Aston Villa        | PL                 | 1          | 0          | FACup+CdL       | 0               | 0               | -                  | -                  | -                  | -           | -           | -           | 1      | 0      |
| Totale Aston Villa | Totale Aston Villa | Totale Aston Villa | 31         | 2          |                 | 13              | 5               |                    | 8                  | 2                  |             | -           | -           | 52     | 9      |
| ago. 2012-2013     | Blackpool          | FLC                | 40         | 6          | FACup+CdL       | 2+0             | 1               | -                  | -                  | -                  | -           | -           | -           | 42     | 7      |
| 2013-gen. 2014     | Blackpool          | FLC                | 11         | 0          | FACup+CdL       | 0               | 0               | -                  | -                  | -                  | -           | -           | -           | 11     | 0      |
| gen.-giu. 2014     | Coventry City      | FL1                | 14         | 3          | FACup+CdL       | -               | -               | -                  | -                  | -                  | FLT         | -           | -           | 14     | 3      |
| 2014-2015          | Blackpool          | FLC                | 38         | 3          | FACup+CdL       | 1+1             | 0               | -                  | -                  | -                  | -           | -           | -           | 40     | 3      |
| 2015-gen. 2016     | Blackburn Rovers   | FLC                | 15         | 1          | FACup+CdL       | 0+1             | 1               | -                  | -                  | -                  | -           | -           | -           | 16     | 2      |
| gen.-giu. 2016     | Bury               | FL1                | 4          | 0          | FACup+CdL       | -               | -               | -                  | -                  | -                  | FLT         | -           | -           | 4      | 0      |
| 2016-gen. 2017     | Swindon Town       | FL1                | 18         | 1          | FACup+CdL       | 2+0             | 1               | -                  | -                  | -                  | FLT         | 4           | 1           | 24     | 3      |
| gen.-giu. 2017     | Blackpool          | FL2                | 18+2       | 4+1        | FACup+CdL       | -               | -               | -                  | -                  | -                  | FLT         | -           | -           | 20     | 5      |
| 2017-2018          | Blackpool          | FL1                | 40         | 9          | FACup+CdL       | 1+1             | 0               | -                  | -                  | -                  | FLT         | 4           | 0           | 46     | 9      |
| 2018-2019          | Blackpool          | FL1                | 39         | 7          | FACup+CdL       | 3+3             | 0               | -                  | -                  | -                  | FLT         | 0           | 0           | 45     | 7      |
| 2019-2020          | Blackpool          | FL1                | 28         | 3          | FACup+CdL       | 4+1             | 4+0             | -                  | -                  | -                  | FLT         | 2           | 0           | 35     | 7      |
| Totale Blackpool   | Totale Blackpool   | Totale Blackpool   | 214+2      | 32+1       |                 | 17              | 5               |                    | -                  | -                  |             | 6           | 0           | 239    | 38     |
| 2020-2021          | Bolton             | FL2                | 44         | 6          | FACup+CdL       | 1+1             | 2+0             | -                  | -                  | -                  | FLT         | 1           | 0           | 47     | 8      |
| 2021-gen. 2022     | Bolton             | FL1                | 11         | 0          | FACup+CdL       | 2+2             | 0               | -                  | -                  | -                  | FLT         | 5           | 2           | 20     | 2      |
| Totale Bolton      | Totale Bolton      | Totale Bolton      | 55         | 6          |                 | 6               | 2               |                    | -                  | -                  |             | 6           | 2           | 67     | 10     |
| gen.-giu. 2022     | Bradford City      | FL2                | 6          | 0          | -               | -               | -               | -                  | -                  | -                  | -           | -           | -           | 6      | 0      |
| 2022-gen. 2023     | Accrington Stanley | FL1                | 4          | 0          | FACup+CdL       | 1+0             | 0               | -                  | -                  | -                  | FLT         | 2           | 0           | 7      | 0      |
| mar.-giu. 2023     | Fylde              | NLN                | 7          | 1          | -               | -               | -               | -                  | -                  | -                  | -           | -           | -           | 7      | 1      |
| Totale carriera    | Totale carriera    | Totale carriera    | 385        | 48         |                 | 41              | 14              |                    | 8                  | 2                  |             | 18          | 3           | 452    | 67     |

## Palmarès

### Club

#### Competizioni nazionali
- National League North: 1

Fylde: 2022-2023

### Individuale
- Capocannoniere degli Europei Under-19: 1

Ucraina 2009 (4 reti)